# Henneguya priacanthi
Henneguya priacanthi is een microscopische parasiet uit de familie Myxobolidae. Henneguya priacanthi werd in 1997 beschreven door Kpatcha, Faye, Diebakate, Fall & Toguebaye. 